# 흥왕초등학교 (인천)
흥왕초등학교는 대한민국 인천광역시 강화군 화도면 흥왕리에 있었던 초등학교이다.

## 연혁
- 1934년 4월 1일 화도공립보통학교 부설 동막간이학교로 인가
- 1943년 4월 1일 동막공립국민학교로 승격
- 1946년 9월 1일 흥왕리로 이전
- 1948년 11월 20일 흥왕국민학교로 교명 변경
- 1996년 3월 1일 흥왕초등학교로 개칭
- 1999년 3월 1일 화도초등학교로 통합